# Гејтс (Орегон)
Гејтс (енгл. Gates) град је у америчкој савезној држави Орегон.

## Демографија
По попису из 2010. године број становника је 471, што је 0 (0,0%) становника више него 2000. године.
| Група             | 2000.       | 2010.       |
| Белци             | 408 (86,6%) | 426 (90,4%) |
| Афроамериканци    | 0 (0,0%)    | 1 (0,2%)    |
| Азијати           | 1 (0,2%)    | 4 (0,8%)    |
| Хиспаноамериканци | 30 (6,4%)   | 21 (4,5%)   |
| Укупно            | 471         | 471         |